# نيك بول
نيك بول هو لاعب هوكي الجليد كندي، ولد في 11 يونيو 1973 في كالغاري في كندا.

## وصلات خارجية
- نيك بول على موقع دوري الهوكي الوطني (الإنجليزية)
- نيك بول على موقع EliteProspects.com (الإنجليزية)
- نيك بول على موقع HockeyDB.com (الإنجليزية)